# Praomys rostratus
Praomys rostratus is een knaagdier uit het geslacht Praomys dat voorkomt in Liberia, Ivoorkust en Guinee (Mont Nimba en het midden van het land). Deze soort is nauw verwant aan Praomys tullbergi, die wat kleiner is. Het karyotype bedraagt 2n=34. Mogelijk is P. rostratus geen aparte soort, omdat de verschillen in grootte tussen deze twee soorten soms binnen één populatie verschillen, en er zijn ook kleinere exemplaren bekend met 2n=34.